# Anita DeFrantz
Anita DeFrantz, född den 4 oktober 1952 i Philadelphia, Pennsylvania, är en amerikansk roddare.
Hon tog OS-brons i åtta med styrman i samband med de olympiska roddtävlingarna 1976 i Montréal.